# ليزلي إتش مارتن
ليزلي إتش مارتن (بالإنجليزية: Leslie H. Martin)‏ هو فيزيائي أسترالي، ولد في 21 ديسمبر 1900 في Footscray, Victoria ‏ في أستراليا، وتوفي في 1 فبراير 1983 في Camberwell, Victoria ‏ في أستراليا.